# هال كارلسون
هال كارلسون (بالإنجليزية: Hal Carlson)‏ هو لاعب كرة قاعدة أمريكي، ولد في 17 مايو 1892 في روكفورد في الولايات المتحدة، وتوفي في 28 مايو 1930 في شيكاغو في الولايات المتحدة.

## وصلات خارجية
- هال كارلسون على موقعبيزبول رفرنس.كوم (الدوري الرئيسي) (الإنجليزية)
- هال كارلسون على موقعبيزبول رفرنس.كوم (الدوري الثانوي) (الإنجليزية)
- هال كارلسون على موقع جمعية أبحاث البيسبول الأمريكية (الإنجليزية)